# Hajótörés

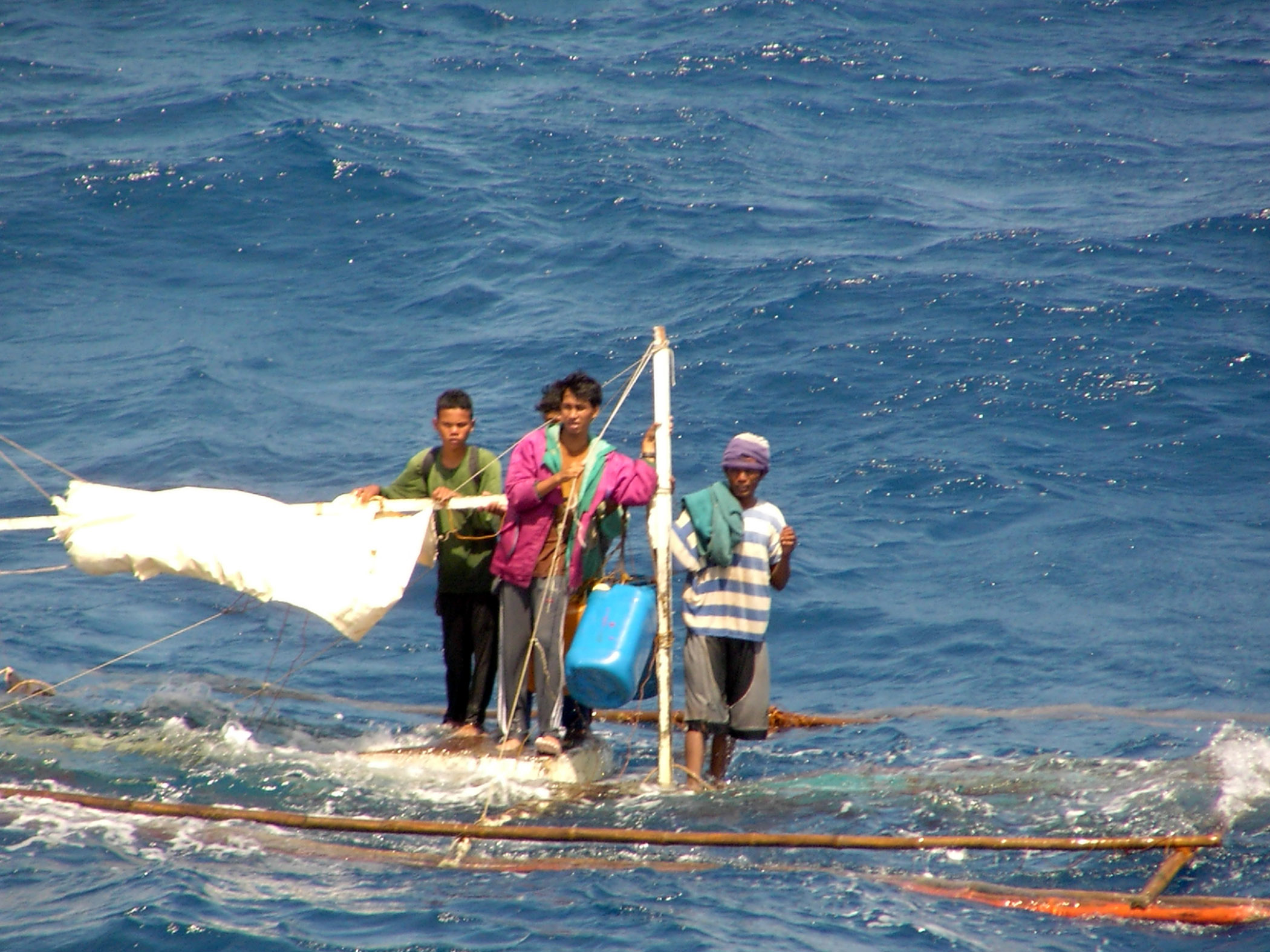
Hajótöröttek egy szükségtutajon

A hajótörés szorosabb értelemben egy hajónak szirtbe való ütődése vagy hullámlökések következtében való elpusztulása; tágabb értelemben minden, a hajót ért olyan szerencsétlenség, melynek folytán a személyzet a hajót elhagyni kényszerül. A hajótöréstől megkülönböztetendő a megfeneklés, melynél a hajó a sekély víz következtében zátonyra futott, de semmi vagy pedig csak csekély kárt szenvedett és helyéről többnyire ismét a mély vízbe húzható. 
Hajótörés bekövetkezhet: a tájék hiányos ismerete, a hajó helypontjának hibás meghatározása, és az iránytű korrektúráinak helytelen alkalmazása folytán; továbbá tartós köd alkalmával, ha a hajó a tengeráramlatok által elterelődik és a hajó helye sem arányozás, sem pedig asztronómiai vizsgálat által meg nem határozható, végül hanyagul végzett mélységmérések következtében. 
Viharos időben a hajótörés akkor áll be, ha a legénység, illetve a személyzet a hajó fölött már elvesztette a hatalmat és ennek folytán a hajó a hullámok és a szél játékává válik. A hajótörés és a megfeneklés elkerülésére intő jelek gyanánt a hajózási jelek szolgálnak, úgy mint a világító tornyok, kő-, vihar- és vészjelek, valamint a kalauzoknak segítségül való hívása. Hajótörés azáltal is beállhat, hogy két hajó a sík tengeren elővigyázatlanság vagy hibás kitérés folytán, továbbá a nemzetközi törvények tételei szerint viselendő jellámpáknak téves kitűzése, a szolgálattevő kitekintő őrszem vagy a hajó vezetésével az időben megbízott személy színvaksága, végül ködös időben senkinek hibául föl nem róható véletlenség következtében is. Az összeütközés elhárítására a kitérések foganatosítását nemzetközi törvények szabályozzák. 
A hajótöréssel tönkrement hajók számáról a 19. század végén a tengerészeti folyóiratok, sőt egynémely napilap is részletes kimutatást közölt. Aránylag a legtöbb hajó a északi és keleti öblökben szenved hajótörést, miután az ottani hajózás a sekély víz és a tengerfenék minősége folytán magában véve is igen nehéz, és a gyakori köd ezen nehézségeket még fokozza.
Az elfogadott nemzetközi jogi elvek szerint veszélyben forgó hajókat és azoknak legénységét a szárazföldre való menekülésben és a mentésre szolgáló közintézmények igénybevételében akadályozni nem szabad. Az egykori partjog (Strandrecht), amelynek értelmében a partlakosok a hajótöröttek vagyonát, hajdanta magukat a hajótörötteket is prédának tekintették, a mai civilizált világban már nem érvényes. 

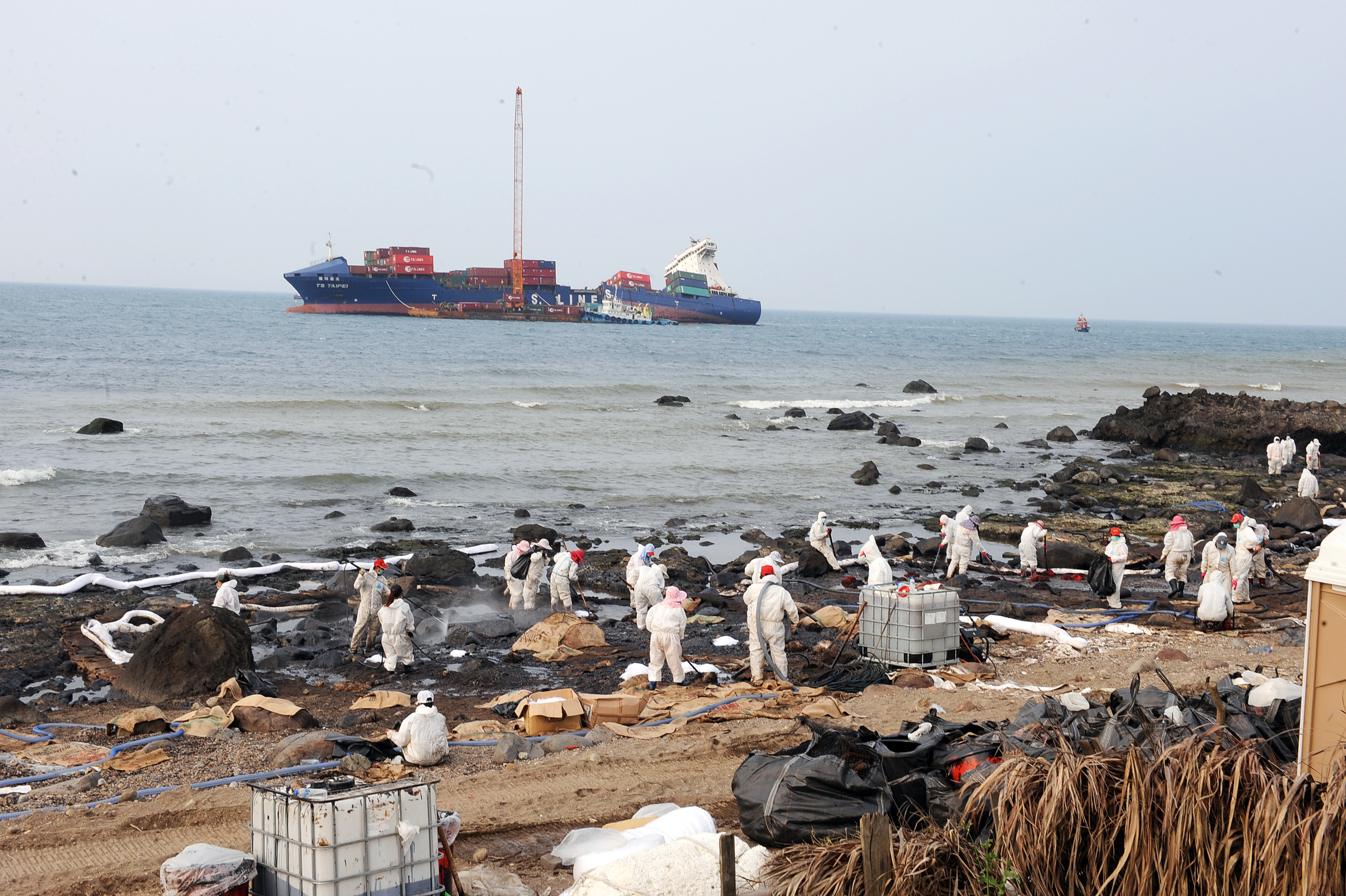
A 2016 márciusában Tajvan közelében kettétört TS Taipei konténerszállító hajó mentése

A 19. század végén a következő szabályozások voltak érvényben: A hajóroncs (Wrack) és a partra vetett tárgyak a foglalásnak nem tárgyai, ha csak a jogosult kétségtelen módon tulajdonáról le nem mondott; tehát csak mint elhagyott dolgok (derelictio). Az angol 1854. évi hajózási akta az egyes partlakosok által okozott károkért az egész községet teszi felelőssé. A mentőknek azonban mérsékelt mentési díjra (salvage) van igényük. A partállamoknak is nemzetközi jogi kötelességük a veszélyben forgó külföldi hajóknak, nemzetiség, vallásra való tekintet nélkül segélyére sietni; hajótörés esetében a hajót és az azon levő értékeket és egész felszerelését ugyanabban az oltalomban és segítségben részesíteni, mely a belföldi hajóknak jutna osztályrészül. Angliában az erre rendelt hivatalnokokat receiver-eknek nevezik. Viszont minden államnak joga van a mentési költségeknek megtérítését attól az államtól követelni, amelyhez a hajó, melynek érdekében a költségek történtek, tartozik, ha és mennyiben a hajótörést szenvedettek a költségeknek késedelem nélküli megtérítésére képtelenek. Ezeket a kérdéseket hajózási szerződésekben szabályozzák.
Hajótörés (hajó megfeneklése, elsüllyesztése, összezúzatása) szándékos okozása, ha ezáltal másnak élete vagy vagyona veszélyeztetett, a 19. század végén a magyar büntetőtörvénykönyv (444. §) mint közveszélyes büntettet 5-10 évig, súlyos testi sértés esetében 10-15 évig, ha pedig a hajótörés által valaki életét vesztette, amennyiben gyilkosságnak esete fenn nem forgott, életfogytiglan tartó fegyházzal büntette; a gondatlanságból okozott hajótörést mint vétséget, egy évig és ha halált okozott, 5 évig terjedhető fogházzal büntette (445. §).